# Ruggero Tommaseo
Ruggero Tommaseo Ponzetta ( Postira, Brač 18?? - Split, 18. rujna 1943.) bio je hrvatski novinar i pisac, političkim opredjeljenjem talijanski iredentist. Rođen je u Postirima, u uglednoj hrvatskoj plemićkoj obitelji Tommaseo s Brača, koja je dala brojne značajne ličnosti ( među njima su poznati hrvatski i talijanski pisac, jezikoslovac i političar Nikola Tommaseo, a po majčinoj strani i poznati hrvatski književnik Vladimir Nazor).[nedostaje izvor]

## Prvi svjetski rat
Ruggero Tommaseo i njegov brat Antonio Ferruccio su sudjelovali u prvom svjetskom ratu u talijanskoj vojsci kao talijanski iredentistički dobrovoljci. Antonio Ferruccio je poginuo u ratu, a Ruggero je njemu posvetio svoju poznatu knjigu "L'ora di Nicolò Tommaseo"

## Međuratno razdoblje
U vremenu između dva rata Ruggero Tommaseo je živio djelomično u Italiji, a ponekad je boravio i na rodnom Braču.
L'ora di Nicolò Tommaseo je zbirka djela Nikole Tommasea, posebice onih koji se bave Istrom i Dalmacijom. Višesveščano izdanje naručio je Benito Mussolini. Ruggero je prenio rođakove političke stavove, uključujući i one gdje je Nikola priznao da je Dalmacija slavenska zemlja. Nakon trećeg sveska prekinuto je objavljivanje, jer je povjesničar Raffaele Ciampini koji je bio zadužen za ovo izdanje, odbio u uređivanju izbaciti Nicolove proslavenske izjave.

## Drugi svjetski rat
Ubrzo nakon napada na Kraljevinu Jugoslaviju, talijanska vojska okupira hrvatske otoke i primorje. Nakon uspostave autonomnog "Guvernatorata Dalmacije" u okupiranim i pripojenim hrvatskim krajevima, Ruggero Tommaseo podržava novi režim, i pokušava pridobiti za njega svoje sumještane osnivanjem fašističkih organizacija u Postirama. Kratko vrijeme u ljeto 1943. bio je i urednik novina "il Popolo di Spalato" što je bio i glavni razlog zbog kojega su ga partizanske vlasti dale ubiti nakon prvog oslobađanja Splita 18. rujna 1943. godine.
Nakon ulaska partizana u Split, 18. rujna uhićivalo se istaknutije fašiste, političke kompromitirane i politički nepodobne. 19. rujna 1943. oglasom je objavljeno da je ratni vojni sud zapovjedništva splitskog područja sudio 18. rujna skupini od 22 osobe, među kojima i Ruggeru Tommaseu, okvalificiranom kao "splitski fašist, propagator porobljivanja našeg naroda". U presudi je stajalo da je "Kroz više od dvije godine tuđinske okupacije pučanstvo Splita i okolice pretrpjelo je najteža poniženja i patnje od ovih i sličnih funkcionara okupatorskih vlasti i domaćih izroda – izdajica, koji su krivi za stotine i hiljade nevinih žrtava. Svojim držanjem i zločinačkom djelatnošću stavili su se u red ratnih zločinaca čije je kažnjavanje jedan od ciljeva rata prema izjavama vlada SSSR-a, Velike Britanije i Sjedinjenih Američkih Država. Pošto je krivica istih nesumnjivo dokazana, to je Ratni vojni sud sve okrivljene kao ratne zločince osudio na kaznu smrti strijeljanjem. Presuda je izvršena." Osuđenici su strijeljani na Lovrincu.

## Spašavanje Postira od spaljivanja
Nakon pada Mussolinija krajem srpnja 1943. partizani napadaju talijansko uporište u Bolu na Braču. Zbog toga novi talijanski režim donosi odluku o slanju kaznene ekspedicije na otok. Podmetnuli su požare s namjerom spaljivanja cijelih mjesta (9. kolovoza 1943. Selca, Pučišća, ... ) pri čemu su izgorjele brojne zgrade i kuće. Selca su gorila tri dana i tri noći. Slična je nesreća skoro pogodila i Postira, ali je Ruggero Tommaseo nakon što je doznao što se događa, intervenirao kod vojnih vlasti, pa je kaznena ekspedicija opozvana, a Postira nisu izgorjela, kao ni druga mjesta na zapadnom dijelu otoka.[nedostaje izvor]

## Djela
- Il fonte battesimale dei Re di Serbia
- L’ora di Niccolò Tommaseo (1933.)